# 章紳
章紳為中國清朝武官官員，本籍直隸天津。1769年（乾隆34年）奉旨接任吳必達擔任台灣鎮總兵。是台灣清治時期此期間，受台灣道制約的台灣地區最高軍事首長。
| 前任： 吳必達 | 台灣鎮總兵 1769年上任 | 繼任： 何思和 |